# Samsung Galaxy A72
Samsung Galaxy A72 – smartfon przedsiębiorstwa telekomunikacyjnego Samsung Electronics z serii Galaxy A. Telefon został ogłoszony wraz z Galaxy A52 na wirtualnym wydarzeniu Samsung Awesome Unpacked w dniu 17 marca 2021 roku. Jest następcą Galaxy A71.

## Wygląd zewnętrzny oraz wykonanie[2]
Ekran wykonany jest ze szkła Corning Gorilla Glass 5. Tylny panel wykonany jest z matowego tworzywa sztucznego, a rama wykonana jest z połysku.
Konstrukcja smartfona jest podobna do Galaxy A52 oraz A52s.
Galaxy A72 posiada ochronę przed zalaniem i pyłami zgodnie ze standardem IP67
Na dole urządzenia znajduje się USB-C, głośnik, mikrofon, gniazdo audio 3,5 mm. Na górze jest tacka na kartę SIM oraz kartę pamięci
Smartfon jest sprzedawany w 4 kolorach: czarnym (Awesome Black), białym (Awesome White), niebieskim (Awesome Blue) i fioletowym (Awesome Purple).

## Specyfikacja techniczna[3]

### Wyświetlacz i kamera
Telefon ma wyświetlacz Super AMOLED FHD+ 6,7-calowy. Samsung Galaxy A72 posiada aparaty: główny 64 MP, szerokokątny 12 MP, tele 8 MP i 5 MP makro. Z przodu telefonu umieszczony jest przedni aparat o rozdzielczości 32 MP. Tylne kamery mogą nagrywać wideo do 4K przy 30 fps.

### Pamięć
Telefon jest wyposażony w 6 GB lub 8 GB pamięci RAM (zależnie od wersji) oraz 128 GB lub 256 GB pamięci wewnętrznej, którą można rozszerzyć za pomocą karty microSD o pojemności do 512 GB.

### Akumulator
A72 posiada akumulator litowo-polimerowy o pojemności 5000 mAh.

### Oprogramowanie
Galaxy A72 jest wyposażony w system Android 11 i One UI 3.1.1 z możliwością aktualizacji do Androida 12 i One UI 4.0. Telefon ma również Samsung Knox, który zwiększa bezpieczeństwo systemu i urządzenia.

### Procesor
Qualcomm Snapdragon 720 z zegarem procesora 2,3 GHz. Procesor posiada 8 rdzeni oraz układ graficzny Adreno 618

### Inne informacje
A72 posiada czytnik linii papilarnych w ekranie i funkcję rozpoznawania twarzy. Można umieścić w nim dwie karty SIM, w ramach „dual SIM”.